# 平定親
平 定親（たいら の さだちか、長徳元年（995年） - 康平6年3月3日（1063年4月4日））は、平安時代中期の貴族・儒官。筑前守・平理義の子。官位は正四位下・右大弁。

## 経歴
三条朝初頭の寛弘8年（1011年）元服。長和4年（1015年）文章生として敦良親王（後の後朱雀天皇）の読書始の尚復（侍読の補佐）を務め、翌長和5年（1016年）蔵人所雑色に補せられる。
後一条朝に入ると、寛仁3年（1019年）秀才の労により六位蔵人に補任され、まもなく式部丞を兼ねる。のち、巡爵により従五位下・伯耆守に叙任されて地方官に遷った。長元5年（1032年）右少弁に抜擢されて京官に復し、翌長元6年（1033年）東宮・敦良親王の東宮学士を兼ねると、長元7年（1034年）正五位下、長元8年（1035年）左少弁と昇進する。
後朱雀朝に入ると、長暦2年（1038年）五位蔵人と左衛門権佐（検非違使佐）を兼ねて三事兼帯となる。その後も、長暦3年（1039年）右中弁、長久元年（1040年）前東宮学士の功労により二階昇進して従四位上、長久3年（1042年）権左中弁、長久4年（1043年）左中弁と弁官を務めながら昇進を重ねた。また、長久2年（1041年）には文章博士も兼帯している。
寛徳2年（1045年）後冷泉天皇が践祚すると、今度は東宮・尊仁親王の東宮博士となる。その後、参議を兼ねていた左大弁・源資通と右大弁・源経長の異動がなく、しばらく定親は左中弁にとどまる。永承4年（1049年）定親は正四位下に昇叙されるが、翌永承5年（1050年）蔵人頭兼権左中弁・藤原経家が定親を超えて右大弁に任ぜられてしまった。権左中弁が正官の左中弁を差し置いて右大弁に昇任されたのは、藤原氏宗（正官は清原岑成）・藤原頼忠（正官は藤原文範）以来の3例目の珍事であった。
天喜2年（1054年）式部大輔を兼帯して文人官僚の筆頭となり、天喜6年（1058年）15年ぶりに弁官として昇格に与り右大弁に至った。この間、寛徳・永承・天喜の改元時に勘文を提出しており、このうち永承が定親の案であったことが判明している。
康平4年（1061年）病気を理由に官職を退く。康平6年（1063年）3月3日に病気により卒去。享年69。最終官位は前右大弁式部大輔正四位下。

## 官歴
注記のないものは『弁官補任』による。
- 寛弘8年（1011年） 8月23日：元服[5]
- 長和4年（1015年） 12月4日：見文章生[6][7]
- 長和5年（1016年） 2月8日：蔵人所雑色[6]
- 寛仁3年（1019年） 正月10日：六位蔵人（秀才）[6]
- 寛仁4年（1020年） 2月18日：見式部丞[8]
- 寛仁5年（1021年） 日付不詳：従五位下?[9]
- 時期不詳：伯耆守
- 長元5年（1032年） 2月3日：右少弁、元伯耆守[10]
- 長元6年（1033年） 正月16日：次侍従。4月2日：兼東宮学士（東宮・敦良親王）
- 長元7年（1034年） 正月5日：正五位下（策）
- 長元8年（1035年） 10月16日：左少弁
- 長元9年（1036年） 正月29日：兼土佐権守[10]。4月17日：停学士（即位）
- 長暦2年（1038年） 正月14日：五位蔵人。正月29日：左衛門権佐
- 長暦3年（1039年） 12月18日：右中弁
- 長久元年（1040年） 6月8日：従四位上（前坊学士、二階）
- 長久2年（1041年） 正月25日：兼文章博士
- 長久3年（1042年） 正月29日：兼備中介。10月27日：権左中弁
- 長久4年（1043年） 9月19日：左中弁
- 寛徳2年（1045年） 正月16日：兼東宮学士（東宮・尊仁親王）
- 永承2年（1047年） 正月28日：兼備前権介
- 永承4年（1049年） 12月29日：正四位下[10]
- 永承5年（1050年） 閏10月7日：率分勾当
- 永承6年（1051年） 正月27日：兼摂津守
- 永承7年（1052年） 10月19日：昇殿
- 天喜2年（1054年）12月19日：兼式部大輔
- 天喜5年（1057年） 2月30日：兼伊予介
- 天喜6年（1058年）4月25日：右大弁。11月8日：兼摂津守
- 康平4年（1061年） 10月：辞退（依病也）
- 康平6年（1063年） 3月3日：卒去（前右大弁式部大輔正四位下）